# Biologische Station
Als Biologische Station werden Einrichtungen meist außerhalb von Universitätsstädten bezeichnet, die im weiteren Sinne der biologischen Forschung dienen. Dabei liegt der Schwerpunkt auf der Feldforschung, also der Erforschung der Lebewesen in ihrem natürlichen Lebensraum, sowie der Erforschung dieser Lebensräume, der Ökologie.
Daneben gibt es Biologische Stationen, deren Arbeitsschwerpunkte in Bereichen des praktischen Naturschutzes liegen. Diese Biologischen Stationen sind eine Ausprägung des deutschen Bundeslandes Nordrhein-Westfalen. Ihre Organisationsform und ihre Einbindung in administrative Strukturen unterscheiden sie von den oben erwähnten außeruniversitären Forschungsstellen. In anderen Bundesländern gibt es ähnliche Stationen, z. B. in Thüringen die Natura-2000-Stationen.

## Biologische Stationen in Deutschland
Vor allem in Nordrhein-Westfalen sind Biologische Stationen zu finden, die für Naturschutz, Landschaftspflege und/oder Artenschutz arbeiten. In anderen deutschen Bundesländern, z. B. Niedersachsen, gibt es vereinzelt Einrichtungen mit dem Namen Biologische Station wie die Biologische Station Osterholz. Diese Stationen arbeiten meist als regionaler Naturschutzverein.
Eine der ersten Biologischen Stationen war die Biologische Station Plön, aus der später das Max-Planck-Institut für Limnologie hervorging. Diese Station war auch das Vorbild für die Biologische Station Lunz in Niederösterreich.
Die Biologische Station Hiddensee der Ernst-Moritz-Arndt-Universität Greifswald in Mecklenburg-Vorpommern ging ebenso wie die Vogelwarte Hiddensee aus der „Biologischen Forschungsanstalt Hiddensee“ hervor, die 1930 als eine der ersten ökologischen Forschungseinrichtungen Deutschlands gegründet worden war.

### Nordrhein-Westfalen
In Nordrhein-Westfalen haben Biologische Stationen einen besonderen Stellenwert für die lokale Naturschutzarbeit. Es existieren rund 40 Biologische Stationen, denen eines gemeinsam ist: sie sind als eingetragene Vereine organisiert und dienen gemeinnützigen Zwecken im Naturschutz.
Die Biologischen Stationen in Nordrhein-Westfalen betreuen meist das Gebiet eines oder mehrerer Landkreise bzw. kreisfreier Städte. Hierzu zählen unter anderem:
- Biologische Station Witten (seit 1985)
- Biologische Station östliches Ruhrgebiet (seit 1991)
- Biologische Station Haus Bürgel (seit 1996)
- NABU-Naturschutzstation Münsterland (seit 1997)
- Biologische Station Mittlere Wupper (seit 1998)[1]
- Biologische Station Bonn/Rhein-Erft (2001)[2]
- Biologische Station im Rhein-Sieg-Kreis (seit 2002)
- Biologische Station Westliches Ruhrgebiet (seit 2003)[3]
- Biologische Station im Ennepe-Ruhr-Kreis (seit 2005)[4]
- Biologische Station - Hochsauerlandkreis (seit 1993)

Das Aufgabenspektrum der Biologischen Stationen reicht von wissenschaftlicher Feldarbeit über das Ausarbeiten und Durchführen von Maßnahmen zum Schutz bestimmter Gebiete oder Arten bis hin zur Beratung von Bürgern und Behörden, Öffentlichkeitsarbeit und Umweltbildung.
Die Biologischen Stationen haben ihre Wurzel in ehrenamtlich arbeitenden Gruppen. Die erste Station wurde 1968 in den Rieselfeldern der Stadt Münster gegründet. Naturschützer und Biologen sahen die Notwendigkeit, eine gezielte und umfassende Beobachtung der Natur zu leisten und die Datengrundlage zu sichern, um bei Planungen und Entscheidungen der Politik im Sinne eines fachlich fundierten Naturschutzes mitzuwirken.
Idee der Politik der 1980er Jahre in Nordrhein-Westfalen (NRW) war es, Biologische Stationen als Vermittler zwischen Behörden und ehrenamtlichen Interessenvertretern des Naturschutzes zu fördern. Parallel dazu ging allerdings auch ihre Unabhängigkeit von staatlichem bzw. kommunalem Handeln zurück. In den 1990er Jahren erhielten in NRW Biologische Stationen vermehrt Fördermittel des Landes. Ergänzend wurde eine Förderung durch die kommunalen Körperschaften – Kreise oder kreisfreie Städte – etabliert. Für einige Biologischen Stationen bestand zudem immer die Notwendigkeit, ihre Finanzierung mit weiteren Mitteln, z. B. EU-Projektmitteln, Sponsoring oder Spenden zu sichern.
Der Weg der Finanzierung über Drittmittel wird für die Biologischen Stationen zunehmend wichtiger. Dabei hilft den Biologischen Stationen als gemeinnützige Vereine ihre Verankerung in der Region.
Die Rechtsgrundlage in NRW, die Förderrichtlinien Biologische Stationen NRW des Ministeriums für Umwelt und Naturschutz, Landwirtschaft und Verbraucherschutz des Landes Nordrhein-Westfalen, wurden 2007 aktualisiert.
Bei deutschen Biologischen Stationen außerhalb Nordrhein-Westfalens liegt das Arbeitsgebiet in der Feldausbildung von Studenten und Forschungsprojekten im Rahmen von Examens- und Doktorarbeiten.
Aufgaben
Datenerfassung im Gelände ist für die Biologen eine sehr praxisorientierte Arbeit, Ergebnisse lassen sich aber der Öffentlichkeit oft nur schwer vermitteln, da es auch um komplexe Zusammenhänge und Interpretationen geht. Mit dieser Schwierigkeit konfrontiert, haben die Biologischen Stationen die Arbeit mit und für die Öffentlichkeit zu einem wichtigen Arbeitsschwerpunkt gemacht. Exkursionen mit den Biologen, Wettbewerbe und spielerische Aktionen zielen darauf, bei den Besuchern Naturerlebnis, Heimatgefühl und Naturverständnis in gleichem Maß anzusprechen.
Die Feldarbeit der Biologen erfordert spezifische Artenkenntnis. Der Erfahrungsschatz der kartierenden Fachkräfte lässt sie in vielen Fällen zu Spezialisten für eine oder mehrere Artengruppen werden. Im Austausch mit Fachkollegen an wissenschaftlichen Einrichtungen entsteht hier eine Verzahnung zu Forschung und Lehre. Exkursionen oder Praktika der Biologischen Stationen für Studierende sind Gelegenheiten für angehende Feldbiologen, vor Ort Artenkenntnis und Erfahrungen mit Beobachtungs-, Fang- und Auswertungsmethoden aufzubauen und zu erweitern.
Im mehr auf Maßnahmen der Landschaftspflege orientierten Bereich der Arbeiten werden von den Biologischen Stationen Managementaufgaben geleistet. Dies reicht von Besprechungen und Verhandlungen mit Landnutzern, Behörden und Grundstückseignern bis zur Umsetzung von Pflegemaßnahmen. Neben Fach- und Ortskenntnis sind für die Arbeit in einer Biologischen Station die Fähigkeit zur Darstellung der naturschutzfachlichen Ziele, Verhandlungsgeschick und Organisationstalent unerlässlich.
Einen großen Teil der Arbeit einer Biologischen Station nimmt mittlerweile die Datenverarbeitung ein. Mit Hilfe geographischer Informationssysteme setzen die Biologen ihre Daten zu Raum und Landschaft in Bezug und sind in der Lage, z. B. in Form von Karten biologische oder kulturlandschaftliche Entwicklungen oder Entwicklungsziele aufzuzeigen. Der Austausch mit anderen Kollegen über einheitliche Datenformate ist wegen der Heterogenität der aufgenommenen Daten, die je nach Spezies und Fragestellung sehr unterschiedlich sein können, eine Herausforderung.

## Biologische Stationen in Österreich

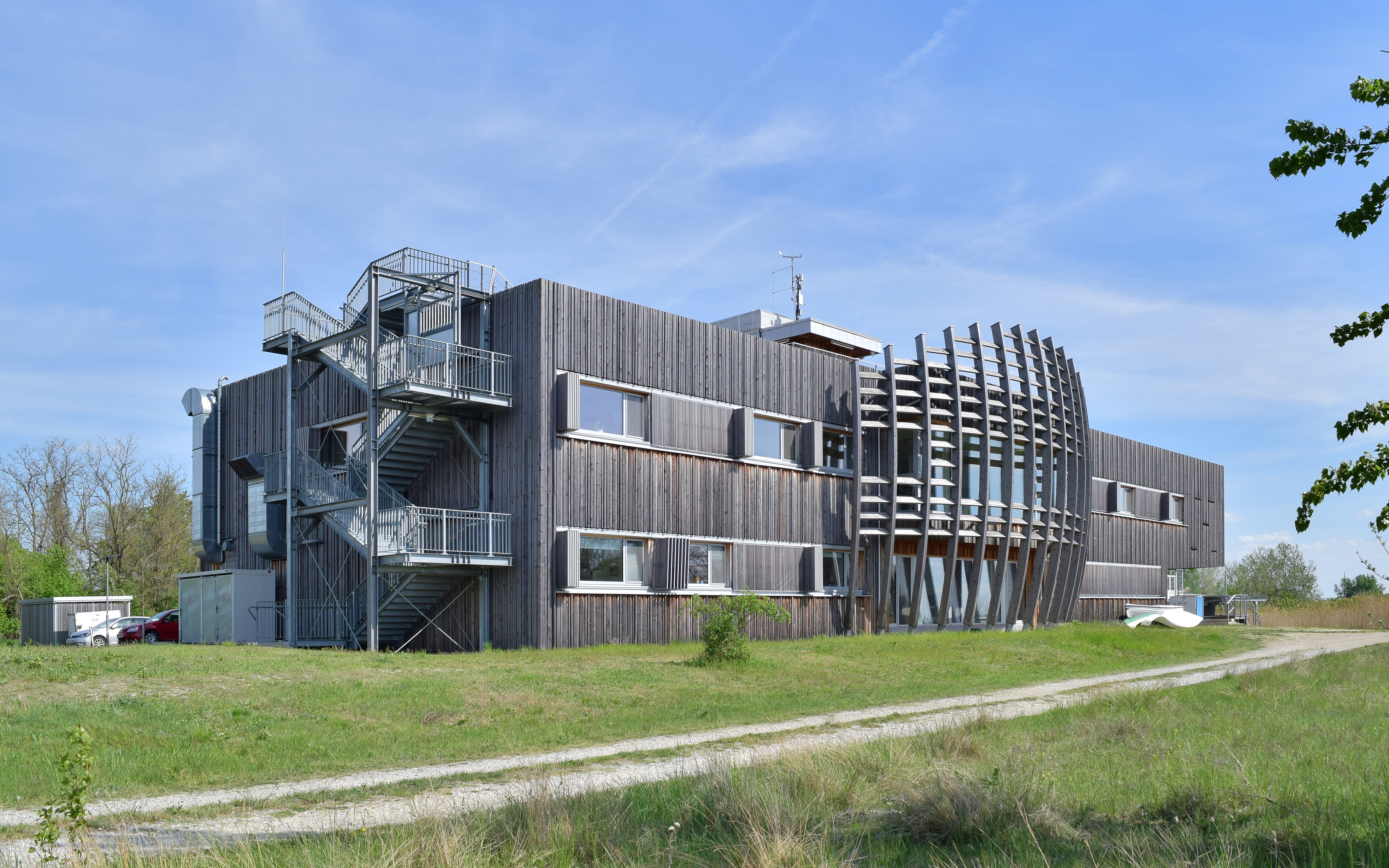
Biologische Station Neusiedler See

In Österreich gibt es unter anderem folgende Biologische Stationen:
- Biologische Station Lunz (1905–2003, 2010 überführt in den Wassercluster Lunz – Biologische Station) und
- Konrad-Lorenz-Institut für Vergleichende Verhaltensforschung (gegründet 1945 als Biologische Station Wilhelminenberg, 1989 umbenannt).
- Biologische Station Neusiedler See in Illmitz[5]